# Sólo tú (canción)
«Sólo tú» es una canción grabada e interpretada por el cantante y compositor mexicano Carlos Rivera. La canción fue escrita por él mismo junto con Jules Ramllano y producida por Edge Barrera. Fue lanzada el  día 2 de septiembre del 2013 como el tercer sencillo de su tercer álbum de estudio El hubiera no existe.

## Video musical
El video musical oficial fue lanzado el septiembre de 2013 en la plataforma digital YouTube, y una versión en vivo fue publicada el 24 de septiembre del mismo año. El videoclip oficial ha recibido casi de 10 millones de vistas desde su publicación.

## Lista de canciones

### Descarga digital[5]
| Sólo tú — Single |           |          |  |
| N.º              | Título    | Duración |  |
| 1.               | «Sólo tú» | 3:31     |  |

### Versión en vivo[6]
| Sólo tú (en vivo) — Single |                     |          |  |
| N.º                        | Título              | Duración |  |
| 1.                         | «Sólo tú (en vivo)» | 3:55     |  |